# Horizontaal (tijdschrift)
Horizontaal of ook Horizon.taal is een Vlaams tweemaandelijks tijdschrift dat tot doel heeft te informeren over de internationale taalrealiteit en daarbij aandacht te vragen voor taalgelijkheid. Tevens wil de redactie meer internationaal taalbewust maken, met oog voor taalminderheden.
Het is gratis voor alle leden van de Vlaamse Esperantobond. De hoofdredacteur is op dit ogenblik (2016) Piet Glorieux.